# Gare de Novéant
Gare de Novéant vasútállomás Franciaországban, Novéant-sur-Moselle településen.

## Vasútvonalak
Az állomást az alábbi vasútvonalak érintik:
- Lérouville-Metz-Ville-vasútvonal
- Frouard-Novéant-vasútvonal

## Kapcsolódó állomások
A vasútállomáshoz az alábbi állomások vannak a legközelebb:
- Gare de Pagny-sur-Moselle
- Gare d’Ancy-sur-Moselle